# Ste.-Thérèse Creek
Ste.-Thérèse Creek är ett vattendrag i Kanada.   Det ligger i provinsen Ontario, i den sydöstra delen av landet, 700 km nordväst om huvudstaden Ottawa.
I omgivningarna runt Ste.-Thérèse Creek växer i huvudsak blandskog. Runt Ste.-Thérèse Creek är det glesbefolkat, med 16 invånare per kvadratkilometer.